# Julian Baumgartlinger
Julian Baumgartlinger (* 2. Jänner 1988 in Salzburg) ist ein ehemaliger österreichischer Fußballspieler. Er spielte seit seinem 13. Lebensjahr für Vereine in Deutschland, mit Ausnahme von zwei Jahren beim FK Austria Wien. Von 2016 bis 2022 stand er sechs Jahre beim deutschen Bundesligisten Bayer 04 Leverkusen unter Vertrag und war zuletzt für den FC Augsburg aktiv. Baumgartlinger war von 2016 bis 2021 Mannschaftskapitän der österreichischen Nationalmannschaft und spielte hauptsächlich auf der defensiven Mittelfeldposition.

## Karriere

### Vereine
Julian Baumgartlinger begann im Alter von fünf Jahren, beim USC Mattsee Fußball zu spielen. 2001 wechselte er zur Jugend des TSV 1860 München. Sein erstes Spiel bei dessen Amateuren absolvierte er in der Saison 2006/07 in der Regionalliga Süd, in der er bis 2009 37 Spiele bestritt und ein Tor erzielte. In der Saison 2007/08 stand er zwar formal nicht im Profikader, gab jedoch am 12. November 2007 im Heimspiel gegen Borussia Mönchengladbach sein Profidebüt in der 2. Bundesliga. Ab dem Sommer 2008 gehörte er dem Profikader an. Bis 2009 kam er in 13 Ligaspielen der ersten Mannschaft zum Einsatz.
Im Sommer 2009 unterschrieb Baumgartlinger beim österreichischen Bundesligisten FK Austria Wien einen bis 2012 laufenden Vertrag, bestritt 61 Ligaspiele für den Verein und erzielte dabei ein Tor.
Im Sommer 2011 wechselte er zum 1. FSV Mainz 05 in die deutsche Bundesliga. Hier entwickelte er sich zu einem Führungsspieler und war in der Saison 2015/16 Mannschaftskapitän. Sein erstes Bundesligator erzielte er am 12. Februar 2016 (21. Spieltag) beim 2:1-Sieg im Heimspiel gegen den FC Schalke 04 mit dem Treffer zum Endstand in der 79. Minute. Für Mainz 05 bestritt er 124 Bundesligaspiele, in denen er zwei Treffer erzielte. Sein Vertrag lief bis 2019.
Zur Saison 2016/17 wechselte Baumgartlinger zu Bayer 04 Leverkusen. Er erhielt dort einen zunächst bis Ende Juni 2020 laufenden Vertrag. Beim 4:1-Auswärtssieg gegen die TSG 1899 Hoffenheim am 20. Jänner 2018, dem 19. Spieltag der Saison 2017/18, traf er erstmals für Bayer Leverkusen in der Bundesliga. Im Oktober 2019 wurde die Vertragslaufzeit des Österreichers bei Bayer Leverkusen bis Juni 2021 verlängert. Nach dem Ende der Spielzeit 2021/22 verließ er Bayer 04.
Im Anschluss wechselte er im August 2022 zum Ligakonkurrenten FC Augsburg, bei dem er einen bis Juni 2023 laufenden Vertrag erhielt. Aufgrund einer im Mai 2023 zugezogenen Außenmeniskusverletzung im linken Knie war die Saison 2022/23 für Baumgartlinger vorzeitig beendet. Nach der Saison 2022/23 verließ er Augsburg und beendete seine Karriere als Aktiver, im Juli 2023 heuerte er als Experte bei Sky Österreich an. Im Juli 2025 kehrte Baumgartlinger als Koordinator der Lizenzspielerabteilung zum FC Augsburg zurück.

### Nationalmannschaft
Baumgartlinger spielte seit der U-16 in den Nachwuchsmannschaften des ÖFB. Im Jahr 2009 war er Kapitän der U-21-Nationalmannschaft. Am 9. September 2009 absolvierte er sein Debüt in der A-Nationalmannschaft bei einem WM-Qualifikationsspiel gegen die Auswahl Rumäniens. Sein erstes Tor für die ÖFB-Auswahl erzielte er am 3. Juni 2014 im Freundschaftsspiel gegen die tschechische Auswahl zum 2:1-Endstand.
Bei der EM 2016 in Frankreich spielte Baumgartlinger mit der österreichischen Mannschaft alle Gruppenspiele über die komplette Spieldauer. Die Mannschaft schied als Gruppenletzter mit nur einem erreichten Unentschieden aus.
Im August 2016 wurde Baumgartlinger zum Mannschaftskapitän der Nationalmannschaft als Nachfolger des zurückgetretenen Christian Fuchs ernannt. Im Mai 2021 wurde er in den vorläufigen Kader Österreichs für die EM 2021 berufen und schaffte es schlussendlich auch als Kapitän wieder in den endgültigen Kader, mit dem er bis zum Achtelfinale kam. Während des Turniers kam er zu einem Kurzeinsatz. Nach der EM wurde er nicht mehr für das Nationalteam nominiert.

## Persönliches
Baumgartlinger ist Vater einer Anfang Jänner 2017 geborenen Tochter.